# Distal
En anatomía, el término distal (T.A.: distalis, del latín distans, 'distante', 'alejado') es un adjetivo que indica lejanía hacia el punto de origen o inserción de un órgano, una parte, o cualquier punto de referencia. 

Por ejemplo: la mano es más distal que el hombro, o la mano es distal al hombro; 

la mano es distal al codo.

El codo es distal al hombro.
El colon transverso es distal al colon ascendente.

El colon descendente es distal al colon transverso.
En odontología se usa para designar una posición del arco dental lejana a la línea media del maxilar.
Es lo opuesto a proximal.

## Estructuras que hacen uso del término
- Arco transverso distal del pie (T.A.: arcus pedis transversus distalis), parte distal de uno de los tres arcos que forman la bóveda plantar.
- Falange distal de los huesos de los dedos de la mano y los huesos de los dedos del pie (T.A.: phalanx distalis).
- Tuberosidad de la falange distal (T.A.: tuberositas phalangis distalis), extremidad distal de la segunda falange en el primer dedo y la tercera falange en los otros cuatro dedos de la mano y el pie, que presenta forma aplastada y es rugosa.
- Articulación radiocubital distal (T.A.: articulatio radioulnaris distalis), parte de la articulación del codo.
- Cúspide distobucal (T.A.: cuspis distobuccalis), cúspide distopalatina (T.A.: cuspis distopalatinalis), cúspide distolingual (T.A.: cuspis distolingualis) y cúspide distal (cuspis distalis), partes de la corona del diente.
- Cara distal (T.A.: facies distalis) del diente.
- Fóvea distal o fovea posterior (T.A.: fovea distalis), depresión en el trígono de un diente molar situada entre el hipocono, la cresta marginal distal y la cresta del trígono.[2]
- Raíz distal (T.A.: radix distalis), una de las raíces de los dientes molares.
- Porción proximal de la próstata (T.A.: pars distalis prostatae).
- Porción infracolicular de la uretra masculina (T.A.: pars distalis urethrae prosticae).
- Porción distal o anterior de la adenohipófisis (T.A.: pars distalis adenohypophysis).
- Arteria estriada medial distal (T.A.: arteria striata medialis distalis), rama de la arteria cerebral anterior.
- Ramas estriadas distales laterales de las arterias centrales anterolaterales (T.A.: rami striati distales laterales arteria centralium anterolateralium), ramas a su vez de la arteria cerebral media.
- Ganglio distal, uno de los ganglios linfáticos inguinales profundos (T.A.: nodus lymphaticus inguinales profundi distalis).